# Sur le mouvement circulaire
Sur le mouvement circulaire est le quatorzième traité des Ennéades, et deuxième livre de la deuxième Ennéade qui traite du cosmos, rédigé par Plotin. Celui-ci prend pour sujet le mouvement, et son mouvement parfait.